# 河内千丈温泉
河内千丈温泉（かわちせんじょうおんせん）は、石川県白山市（旧国加賀国）にある温泉。白山セイモアスキー場に面している。
所在地である同市河内町（旧河内村）内尾は、1183年（寿永2）倶利伽羅峠の戦いで敗れた平家の落人が身を寄せたという伝説があり、これにちなんだ「平安まつり」が、1981年から市町村合併で河内村が消滅した2004年まで、毎年7月下旬にふるさと保養センター「清流」前の広場にて行われていた。なお、現在は「清流祭り」の名で同時期にイベントが行われている。

## 泉質
- アルカリ性単純温泉

カルシウム分・マグネシウム分が少ないため、豆腐を入れて煮ると表面がドロドロに溶けてしまう。

そこで、河内地場産業センターで製造されている「半固とうふ」を用いて作った「温泉湯豆腐」というメニューが「清流」で出されている。

## 温泉街
ふるさと保養センター「清流」、ほか4軒の旅館、ペンションが存在する。

## 歴史
昭和40年代に入り、白山麓5ヶ村においては観光開発に力を入れるようになった。しかし、当時河内村は最も平野部に近いという立地的な利点があるにもかかわらず、観光資源に乏しいため、白山麓観光の通過地点になっていた。そこで、過疎からの脱却と地域産業の振興を図るべく、温泉開発を計画した。
- 1972年（昭和47年）7月 現地調査開始
- 1975年（昭和50年）第1号源泉を掘り当てる…地表における泉温33度、毎分150リットル（当時）
- 1976年（昭和51年）開湯
- 1979年（昭和54年）9月 ふるさと保養センター「清流」オープン
- 1982年（昭和57年）第2号源泉の掘削開始
- 1984年（昭和59年）第2号源泉を掘り当てる…地表における泉温44.2度、毎分260リットル自噴（当時）
- 1986年（昭和61年）「清流」に隣接して「老人福祉センター」「ふるさとセンター」「ブディストパーク」オープン

## アクセス
車
- 北陸自動車道金沢西ICから国道8号、国道157号、石川県道181号内尾口直海線経由で約50分。
- 北陸自動車道小松ICから国道360号、国道157号、石川県道181号内尾口直海線経由で約40分。

バス
- 北陸鉄道石川線鶴来駅から、北鉄白山バス河原山線の広瀬バス停または鳥越線・白峰線・中宮B線・白山線の口直海バス停で白山市コミュニティバス「めぐーる」の河内ルートに乗り換え、「千丈温泉」バス停下車すぐ。